# John Julius Norwich
John Julius Cooper, 2.º Visconde Norwich CVO (15 de setembro de 1929—1 de junho de 2018), comumente conhecido como John Julius Norwich, foi um historiador, escritor e apresentador de televisão inglês, célebre por seus estudos sobre o Império Bizantino e a história de Veneza.

## Juventude
Norwich é o filho único do diplomata e político do Partido Conservador do Reino Unido, Duff Cooper, 1.º Visconde de Norwich, e de Diana Manners, socialite célebre por sua beleza. Pelo lado de seu pai, é descendente do rei William IV, e de sua amante, Dorothea Jordan.
Foi educado no Upper Canada College, em Toronto, no Eton College, na Inglaterra, e na Universidade de Estrasburgo, na França. Serviu na Marinha Real Britânica antes de obter seu diploma em Francês e Russo no New College, em Oxford.

## Carreira
Após sair de Oxford, John Julius Cooper entrou para o Ministério de Assuntos Estrangeiros britânico (British Foreign Office), servindo na Iugoslávia e no Líbano, e foi membro da delegação britânica enviada à Conferência sobre o Desarmamento, realizada em Genebra, na Suíça. Com a morte de seu pai, em 1954, herdou o título de Visconde de Norwich, criado para o político Duff Cooper em 1952, e passou a fazer parte da Casa dos Lordes. 
Em 1964 Norwich deixou o serviço diplomático para se tornar um escritor. Além de seus muitos livros, também editou diversas séries, como Great Architecture of the World, The Italian World, The New Shell Guides to Great Britain, The Oxford Illustrated Encyclopaedia of Art e Duff Cooper Diaries.
Norwich também trabalhou no rádio e na televisão. Foi o apresentador da competição My Word!, exibida na BBC por quatro anos. Escreveu e apresentou cerca de 30 documentários para a televisão, incluindo The Fall of Constantinople ("A queda de Constantinopla"), Napoleon's Hundred Days ("Os cem dias de Napoleão"), Cortés and Montezuma, The Antiquities of Turkey ("As antiguidades da Turquia"), The Gates of Asia ("Os portões da Ásia"), Maximilian of Mexico ("Maximiliano do México"), Toussaint l'Ouverture of Haiti, The Knights of Malta ("Os Cavaleiros de Malta") e The Death of the Prince Imperial in the Zulu War ("A morte do Príncipe Imperial, na Guerra Anglo-Zulu").
Norwich também trabalhou para diversos projetos beneficentes. É o presidente do Fundo Veneza em Perigo, co-presidente do Fundo Mundial de Monumentos, e vice-presidente da National Association of Decorative and Fine Art Societies. Por muitos anos foi membro de comitê executivo do National Trust for Places of Historic Interest or Natural Beauty, e também serviu no conselho executivo da Ópera Nacional Inglesa.

## Condecorações
Norwich foi apontado Comandante da Ordem Vitoriana em 1992, após ter sido o curador da exposição Sovereign, no Victoria and Albert Museum, que marcou o 40º aniversário da ascensão ao trono da rainha Elizabeth II.

## Família
A primeira esposa de John Julis Norwich foi Anne Frances May Clifford, filha do Hon. Sir Bede Edmund Hugh Clifford; tiveram uma filha, Artemis Cooper, que se tornou também uma historiadora, e um filho, Jason Charles Duff Bede Cooper. Após o seu divórcio, Norwich se casou com a Hon. Mary (Makins) Philipps, filha do 1º Barão de Sherfield, GCB, GCMG.
Norwich também é pai de Allegra Huston, filho de sua união com Enrica Soma Huston, a esposa do diretor de cinema norte-americano John Huston.

## Obras publicadas
- A History of Venice, John Julius Norwich, publ. Allen lane (1981) ISBN 0-679-72197-5
- Byzantium: The Early Centuries, v. 1, John Julius Norwich, publ. Viking (1988) ISBN 0-670-80251-4
- Byzantium: The Apogee, vol. 2, John Julius Norwich, publ. Alfred A. Knopf (1992) ISBN 0-394-53779-3
- Byzantium: The Decline and Fall, v. 3, John Julius Norwich, publ. Viking (1995) ISBN 0-670-82377-5
- A Short History of Byzantium, John Julius Norwich, publ. Alfred A Knopf (1997) ISBN 0-679-45088-2
- Shakespeare's Kings: The Great Plays and the History of England in the Middle Ages: 1337-1485 (2000) ISBN 0-684-81434-X
- The Middle Sea: A History of the Mediterranean, Doubleday (2006) ISBN 0-385-51023-3
- The Normans in the South e The Kingdom in the Sun, dois livros sobre a Sicília normanda, posteriormente republicados como The Normans in Sicily
- Mount Athos (juntamente com Reresby Sitwell)
- Sahara
- Venice: A Traveller's Companion
- A Taste for Travel
- The Architecture of Southern England
- Fifty Years of Glyndebourne
- The Twelve Days of Christmas, a work of humour